# Писаревка (Гайський район)
Пи́саревка (рос. Писаревка) — село у складі Гайського міського округу Оренбурзької області, Росія.

## Населення
Населення — 366 осіб (2010; 379 у 2002).
Національний склад (станом на 2002 рік):
- росіяни — 46 %